# Initiation (album)
Pour les articles homonymes, voir Initiation (homonymie).
Albums de Todd Rundgren
Todd
(1974) Faithful
(1976)
Singles
1. Real Man
Sortie : avril 1975

Initiation est le sixième album solo de Todd Rundgren, sorti en 1975.
La deuxième face du disque est tout entière occupée par la suite de plus d'une demi-heure A Treatise on Cosmic Fire, inspirée du livre d'Alice Bailey Traité sur le Feu Cosmique (1925). Les sous-parties de la quatrième partie de la suite sont nommées suivant les sept chakras.
Initiation se classe 86e aux États-Unis ; le single Real Man se classe 83e.

## Titres
Toutes les chansons sont écrites et composées par Todd Rundgren.
| 1. | Real Man                   | 4:27 |
| 2. | Born to Synthesize         | 3:41 |
| 3. | The Death of Rock and Roll | 3:48 |
| 4. | Eastern Intrigue           | 5:05 |
| 5. | Initiation                 | 7:03 |
| 6. | Fair Warning               | 8:08 |

| 7.     | A Treatise on Cosmic Fire                                     | 35:22 |
| 7.1.   | Intro - Prana                                                 | 4:21  |
| 7.2.   | II. The Fire of Mind - Or Solar Fire                          | 3:50  |
| 7.3.   | III. The Fire of Spirit - Or Electric Fire                    | 7:33  |
| 7.4.   | IV. The Internal Fire - Or Fire by Friction                   | 19:38 |
| 7.4.1. | Mûlâdhara: The Dance of Kundalini                             |       |
| 7.4.2. | Svâdhishthâna: Bam, Bham, Mam, Yam, Ram, Lam, Thank You, Mahm |       |
| 7.4.3. | Manipûra: Seat of Fire                                        |       |
| 7.4.4. | Anâhata: The Halls of Air                                     |       |
| 7.4.5. | Vishudda: Sounds Beyond Ears                                  |       |
| 7.4.6. | Ajnâ: Sights Beyond Eyes                                      |       |
| 7.4.7. | Brahmarandhra: Nirvana Shakri                                 |       |
| 7.5.   | Outro - Prana                                                 |       |

## Musiciens
- Todd Rundgren : chant, guitare, sitar électrique, piano, piano électrique, clavinet, synthétiseurs, RMI Keyboard Computer (en), ARP String Ensemble, percussions

- Barbara Burton : percussions sur Eastern Intrigue
- Rick Derringer : basse sur The Death of Rock and Roll, guitare sur Fair Warning
- Kevin Ellman : batterie sur Real Man, The Death of Rock and Roll
- Dan Hartman : basse sur Fair Warning
- Moogy Klingman (en) : RMI Keyboard Computer sur Real Man, orgue sur Fair Warning
- Barry Lazarowitz : batterie sur Fair Warning
- Roy Markowitz : batterie sur Eastern Intrigue
- Rick Marotta : batterie sur Initiation
- John Miller : basse sur Eastern Intrigue
- Chris Parker : batterie sur Fair Warning
- Lee Pastora : congas et bongos sur Eastern Intrigue et Initiation
- Roger Powell : synthétiseurs sur Born to Synthesize, Initiation et A Treatise on Cosmic Fire, flûte à nez sur Eastern Intrigue
- Bernard Purdie : batterie sur Initiation
- Bob Rose : guitare rythmique sur Initiation
- David Sanborn : saxophone sur Initiation
- Ralph Schuckett (en) : clavinet sur Real Man et The Death of Rock and Roll
- John Siegler : basse sur Real Man et Initiation
- John Wilcox (en) : batterie sur The Death of Rock and Roll
- Edgar Winter : saxophone sur Fair Warning